# Texenna (distrito)
Texenna é um distrito localizado na província de Jijel, Argélia, e cuja capital é a cidade de mesmo nome, Texenna. A população total do distrito era de 36 413 habitantes, em 2008.

## Comunas
O distrito é composto por duas comunas:
- Texenna
- Kaous